# Centre for Humanitarian Action
Das Centre for Humanitarian Action (CHA) ist eine 2018 in Berlin gegründete Denkfabrik (Selbstbezeichnung: Think Tank) zu Fragen deutscher und internationaler humanitärer Hilfe. Das CHA war zunächst Teil der Maecenata Stiftung und ist seit Ende seiner Startphase am 30. Juni 2021 eine eigenständige Institution und Rechtsträgerin. Die Gründungsfeier zum CHA e.V. fand im Januar 2021 statt. Institutionelle Träger sind die deutschen humanitären Organisationen Ärzte ohne Grenzen, Caritas International, Diakonie Katastrophenhilfe und das Deutsche Rote Kreuz. Unterstützer sind zudem die Hilfsorganisationen Islamic Relief, Help, Aktion gegen den Hunger, Oxfam, Handicap International und das International Rescue Committee.

## Geschichte und Aufgabenfelder
Das 2018 gegründete CHA gilt als der erste deutsche Thinktank für humanitäre Hilfe und ist eine Initiative (s. o.) verschiedener deutscher humanitärer Organisationen, um sich für Analyse und Kritik im Sinne der vier humanitären Prinzipien Menschlichkeit, Unparteilichkeit, Unabhängigkeit und Neutralität einzusetzen. Diese Prinzipien seien bedroht, der Bedarf an humanitärer Hilfe habe weltweit rapide zugenommen, die deutsche Zivilgesellschaft müsse sich stärker an den grundsätzlichen Debatten beteiligen, „und damit einen Beitrag zur Wahrnehmung von Deutschlands Verantwortung in der Welt leisten“, sagte der Vorsitzende der Maecenata Stiftung, Rupert Graf Strachwitz 2018 bei der Berufung des CHA-Gründungsdirektors. Deutschland ist weltweit eines der größten Geberländer humanitärer Hilfe, steht hinsichtlich der Ausrichtung seines Engagements, der Professionalität seiner humanitären Strukturen und der fachlichen Expertise des Personals aber auch in der Kritik.
Das Centre arbeitet zu den Themenfeldern (Stand: 2022) Humanitäre Policy- und Strategiefähigkeit deutscher Akteure, Europäische Vernetzung, Lokalisierung, Klimawandel und humanitärer Wandel, Humanitarian-Development-Peace Nexus (Triple Nexus) in der Praxis, Shrinking Humanitarian Space und setzt dabei die drei Schwerpunkte Analyse und Reflexion, Debatte und policy engagement und Vermittlung.
Das CHA wendet sich mit eigenen Publikationen und externen Medienbeiträgen sowohl an eine wissenschaftliche und Fach- als auch an die allgemeine Öffentlichkeit. Zudem werden Veranstaltungen, etwa zu Themen wie Digital Accountability oder den humanitären Krisen im Jemen und Syrien ausgerichtet. Zusammen mit dem Institut für Friedenssicherungsrecht und humanitäres Völkerrecht (IFHV) betreibt das CHA The Humanitarian Blog. Das CHA ist auch mit Politikern und Politikerinnen des Deutschen Bundestages zu Fragen der humanitären Hilfe beratend im Gespräch.
Das CHA beschäftigt im Jahre 2022 zehn Mitarbeiter und Mitarbeiterinnen. Gründungsdirektor und Leiter des CHA ist der ehemalige WFP-Deutschland-Chef und WHO-Pressesprecher Ralf Südhoff. Die Organisation ist eine eigenständige Rechtsträgerschaft und hat dafür Anfang 2021 einen Trägerverein gegründet.

## Rezeption
„Mit der Rolle als „Global Player“ geraten Deutschland und das federführende Auswärtige Amt (AA) unter Druck, sich besser aufzustellen: Es krankt in der Organisation, die Mittelvergabe ist undurchsichtig. Die Berichterstatterin der Grünen im Bundestag, Margarete Bause, fordert mehr „Klarheit, was man erreichen will“. Auch der Leiter des neuen Centre for Humanitarian Action (CHA), Ralf Südhoff, warnt vor einem „Weiter so“. Die Erwartungen an eine strategisch geleitete und wirkungsvolle deutsche humanitäre Hilfe „können bislang weder die Bundesregierung noch deutsche Hilfsorganisationen umfassend erfüllen“, sagt er.“

„Die Aufgabe des deutschen Think Tanks ist es, humanitäre Hilfe zu analysieren und kritisch zu diskutieren“

„Mit der Bereitschaft zur Finanzierung und Unterstützung könnten namhafte deutsche Organisationen... [wie das Centre for Humanitarian Action].... darin geschult werden, ihrerseits Orientierungshilfe für die Kontrolle und Untersuchung von vorsätzlichem Aushungern und der dazugehörigen Berichterstattung zu geben. Dies könnte zur Förderung der Achtung des Völkerrechts beitragen und so die deutsche wie auch internationale humanitäre Arbeit stärken...“